# Phoenix Garden

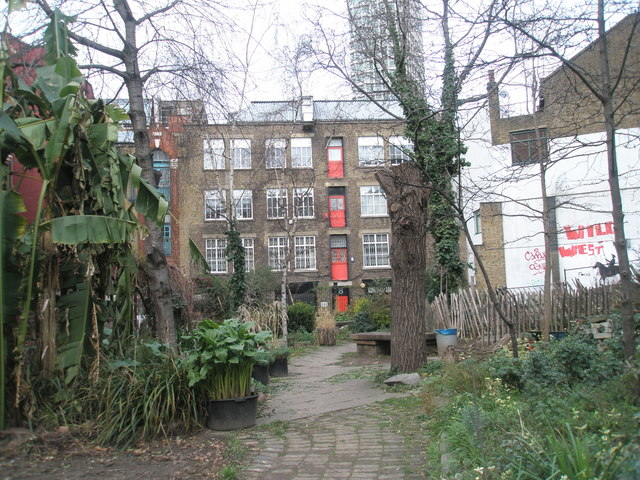

Phoenix Garden je zahrada místní komunity v centru Londýna, v Anglii, byla založena v roce 1984. Toto místo , založené a udržované dobrovolníky je oblíbeným cílem vycházek. Nachází se v St Giles za divadlem Phoenix Theatre, v londýnské čtvrti Camden. Phoenix Garden leží v mezi rušnými oblastmi Soho a Covent Garden. Zahrada se nachází jen kousek od St Giles Passage a Stacey Street, severně od Shaftesbury Avenue a východně od Charing Cross Road.
Phoenix Garden je registrovaná charita (číslo 287502), a používá jako označení Covent Garden Open Spaces Association (CGOSA).
Zahrada vyhrála první cenu za nejlepší environmentální zahradu v Camden v soutěži Bloom competition šestkrát po sobě – 2004, 2005, 2006, 2007, 2009 a 2010. Pravidelně se pořádají společenské akce, včetně velmi populární každoroční zemědělské výstavy a dní dobrovolnické práce.
Zahrada, která byla postavena na parkovišti v roce 1980, které bylo upraveno na místě bombového útoky z druhé světové války (místo bylo bombardováno v roce 1940).
Phoenix Garden přežila různé problémy, včetně případu nezákonného ukládání průmyslového odpadu brzy po založení parku. Tato zahrada je jen jediná z původních sedmi zahrad Covent Garden Community Gardens, která přežila do dnešního dne. Je provozována dobrovolníky, místními obyvateli.

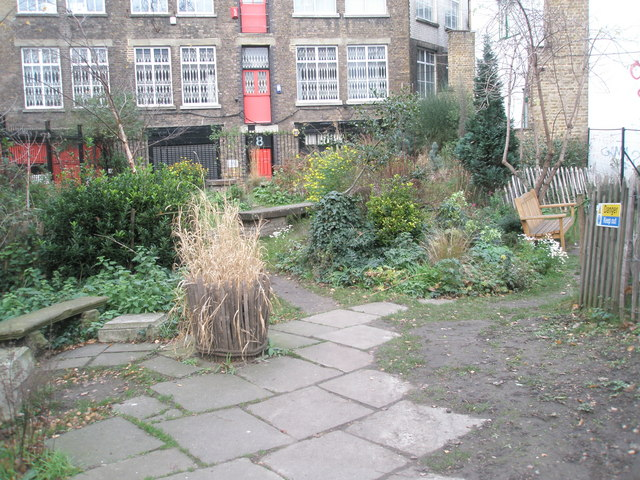
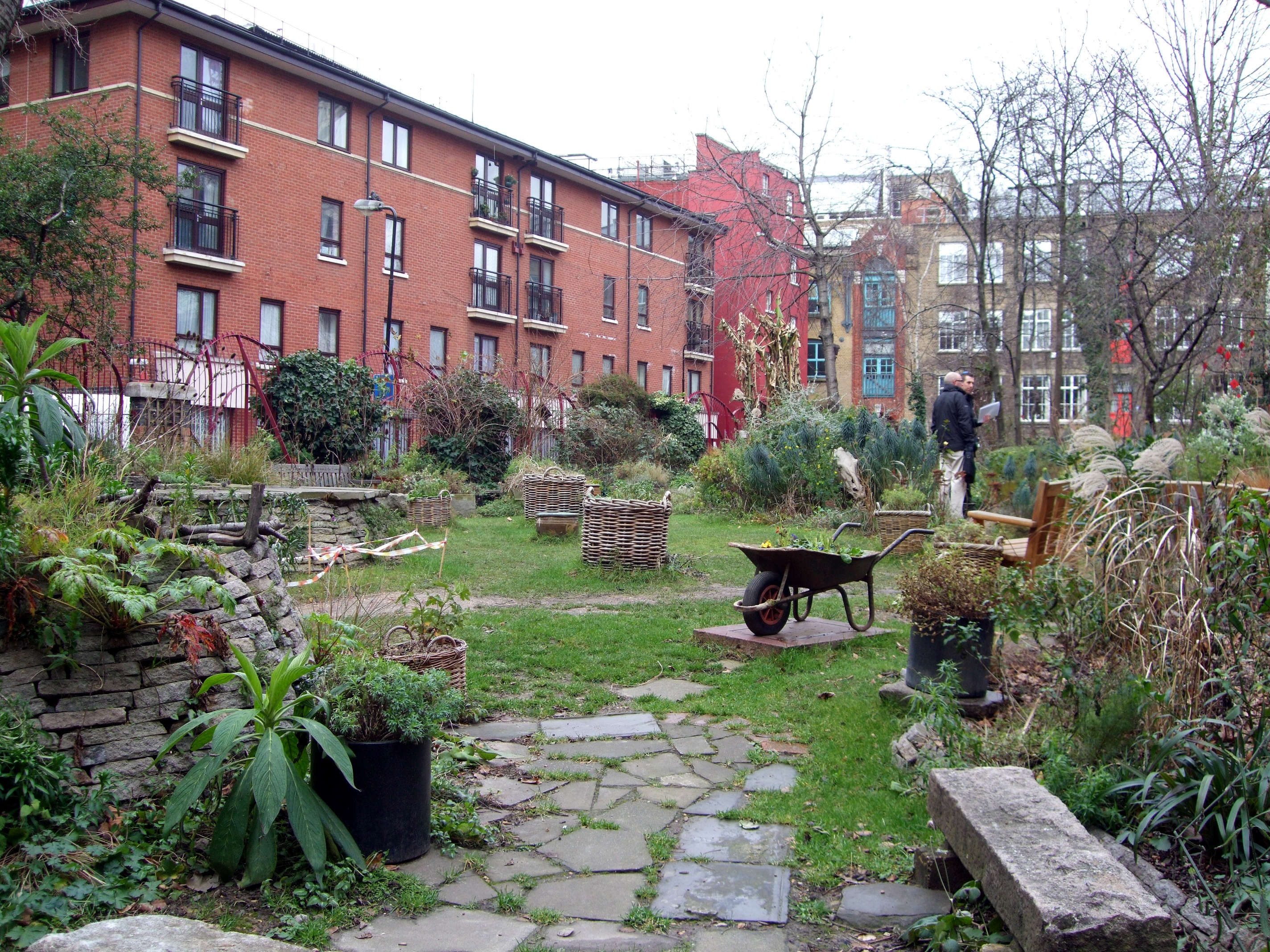
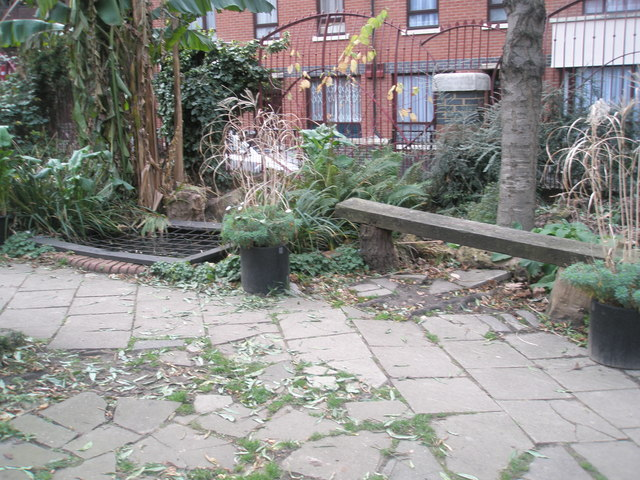